# 伊代爾龍獸屬
伊代爾龍獸屬（屬名：Idelesaurus）是合弓綱二齒獸下目的一屬，化石發現於俄羅斯韃靼斯坦，地質年代為二疊紀晚期（吳家坪階）。屬名裡的「İdel」，是韃靼語對窩瓦河的念法。